# Partido Liberal Cristão
Partido Liberal Cristão (PLC) foi um partido político brasileiro de orientação evangélica que disputou as eleições de 1992, após seu registro provisório em março daquele ano. Não disputou outras eleições, sendo extinto logo em seguida. Utilizava o número 82.